# People (película)
People  es una película franco-española de comedia dirigida por Fabien Onteniente. Fue estrenada en Francia, en el Mercado de cine de Cannes, el 15 de mayo de 2004.

## Sinopsis
Charles de Poulignac (Rupert Everett) es uno de los referentes del jet set de París, especializado en la organización de eventos sociales, pero un desafortunado accidente provocado por su rival Cyril Legall (Elie Semoun) le hace pasar un mal trago frente a la sociedad parisina. Luego de este episodio, Charles cae en desgracia y decide recurrir a su primo Arthus (Lambert Wilson), convertido en hermano misionero en la parroquia St. François des Pauvres. Éste le aconseja encaminar su destino hacía el templo de la fiesta, Ibiza, donde conoce a una de las personalidades más reconocidas de este lugar: John-John (José Garcia), un egocéntrico personaje cuya vida gira en torno a fiestas y glamour. John-John posee los estereotipos de un homosexual; sabido esto, Charles no tiene mejor idea que planear una lujosa boda con uno de sus modelos masculinos que habitaban en su mansión, Brando (Patrice Cols), intentando Charles, redimirse frente a los demás. Se le presentarán varios obstáculos para poder lograr su objetivo final.

## Música
Estuvo compuesta por Bernard Grimaldi, Pascal Lemaire y entre ellos aparecen en los créditos los DJs y productores franceses Joachim Garraud y David Guetta, quien pocos años después alcanzaría fama mundial. En la película suenan varios de las canciones incluidas en el álbum Guetta Blaster de Guetta. E incluso, en la escena donde ingresan a una discoteca en Ibiza, se puede escuchar la canción Just a Little More Love de David Guetta, en la versión remixada de Wally López. También a modo de curiosidad, se puede ver en la trama final, en la que Charles escapa de una persecución de una discoteca, donde se presentaban los DJs españoles Mar-T y Les Schmitz.

## Elenco
Principales
- Rupert Everett, como Charles de Poulignac.
- José Garcia, como John John.
- Patrice Cols, como Branco.
- Rossy de Palma, como Pilar.
- Ornella Muti, como Aphrodita.
- Elie Semoun, como Cyril Legall.
- Bernard Farcy, como B.B. Bellencourt
- Lambert Wilson, como Frère Arthus.